# Forte de Santiago de Sesimbra
O Forte de Santiago da Vila de Sesimbra, também conhecido como Forte da Marinha, Forte da Praia e Fortaleza de Santiago, localiza-se na freguesia de Santiago (Sesimbra), na vila litorânea de Sesimbra, no Distrito de Setúbal, em Portugal.
Localizado sobre a praia em Sesimbra, povoação tradicionalmente dedicada à pesca, tinha a função de proteger a vila e o seu ancoradouro.
O Forte de Santiago está classificado como Imóvel de Interesse Público desde 1977.

## História

### Antecedentes: o Forte quinhentista.
A primeira estrutura defensiva neste local remonta muito provavelmente a um forte quinhentista, erguido durante o reinado de D. Manuel I (1495-1521). Esta fortificação foi atacada à época da Dinastia Filipina por navios da armada inglesa (Junho de 1602), tendo sofrido pesados danos, a par do episódio de represamento de uma nau (a São Valentim) provinda das Índias Orientais carregada de mercadoria valiosa.

### O actual Forte de Santiago

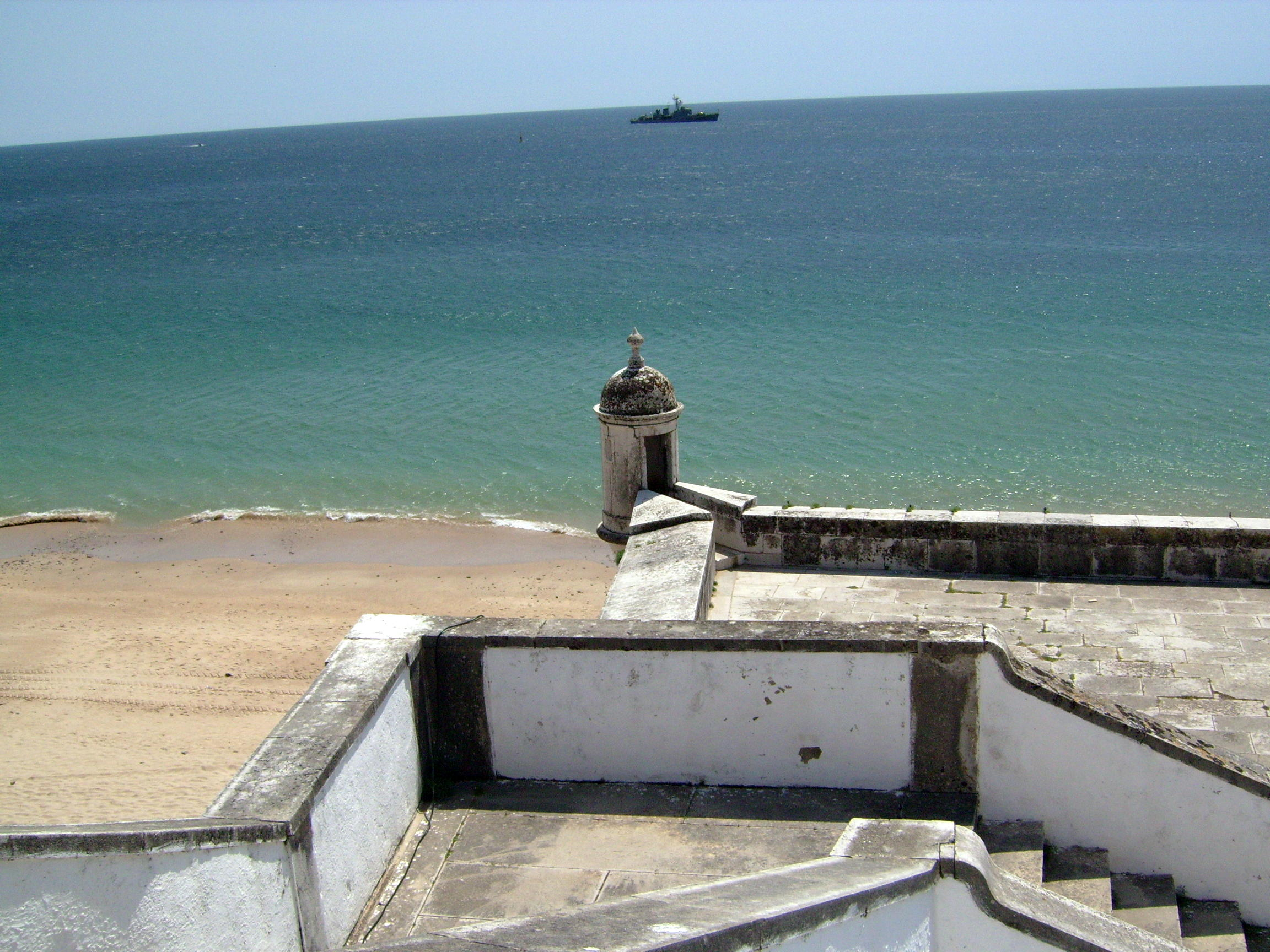
Fortaleza de Santiago de Sesimbra: Vista para o mar

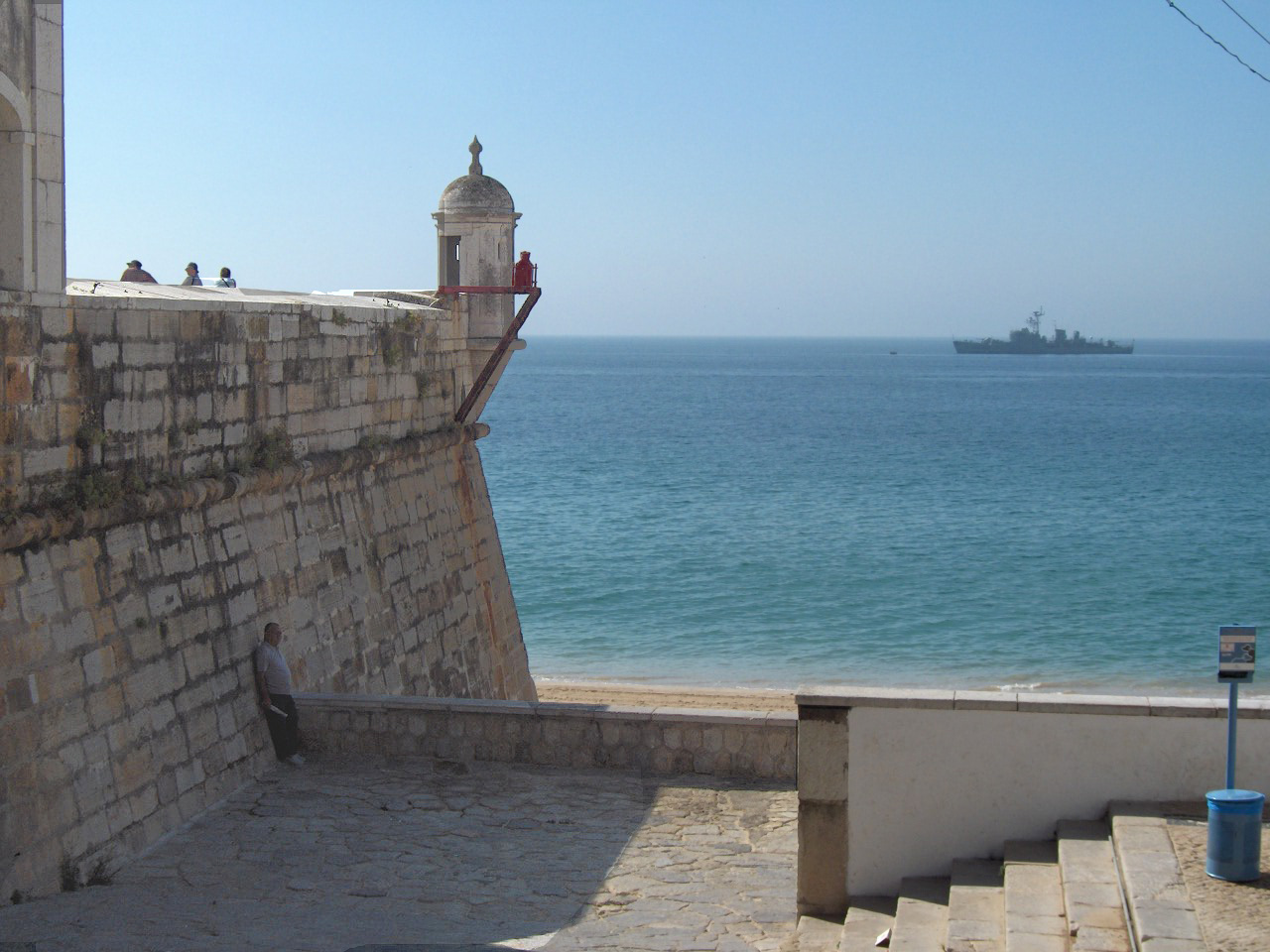
Fortaleza de Santiago

A actual estrutura remonta à época da Restauração da independência, quando no reinado de D. João IV (1640-1656) se determinou a sua edificação. O seu projecto ficou a cargo de João Cosmander, jesuíta holandês ao serviço daquele soberano, estando concluída em 1648.
Utilizada como balneário ou colónia de férias para os filhos bastardos de D. João V (1706-50) (os Meninos de Palhavã), a partir de 1712 foi utilizada como sede do Governo das Armas da região, a que se subordinavam as restantes defesas costeiras, a saber: o Forte de Santiago do Outão, o Forte de Santa Maria da Arrábida, o Forte de São Teodósio da Ponta do Cavalo, o Forte de São Domingos da Baralha e o Forte de Nossa Senhora do Cabo, no Espichel. O Forte de São Pedro das Areias Brancas (ou da Foz), já se encontrava bastante deteriorado nesta época.
No século XIX, tendo perdido a função defensiva diante da evolução dos meios bélicos, foi desguarnecido e desartilhado em 1832. Posteriormente as suas instalações foram cedidas para uso da Alfândega (1886) até que, desde 1879, passou a abrigar o quartel da Guarda Fiscal.
Considerado como Imóvel de Interesse Público por Decreto de 29 de Setembro de 1977, actualmente encontra-se em bom estado de conservação, aberto à visitação turística.

## Características

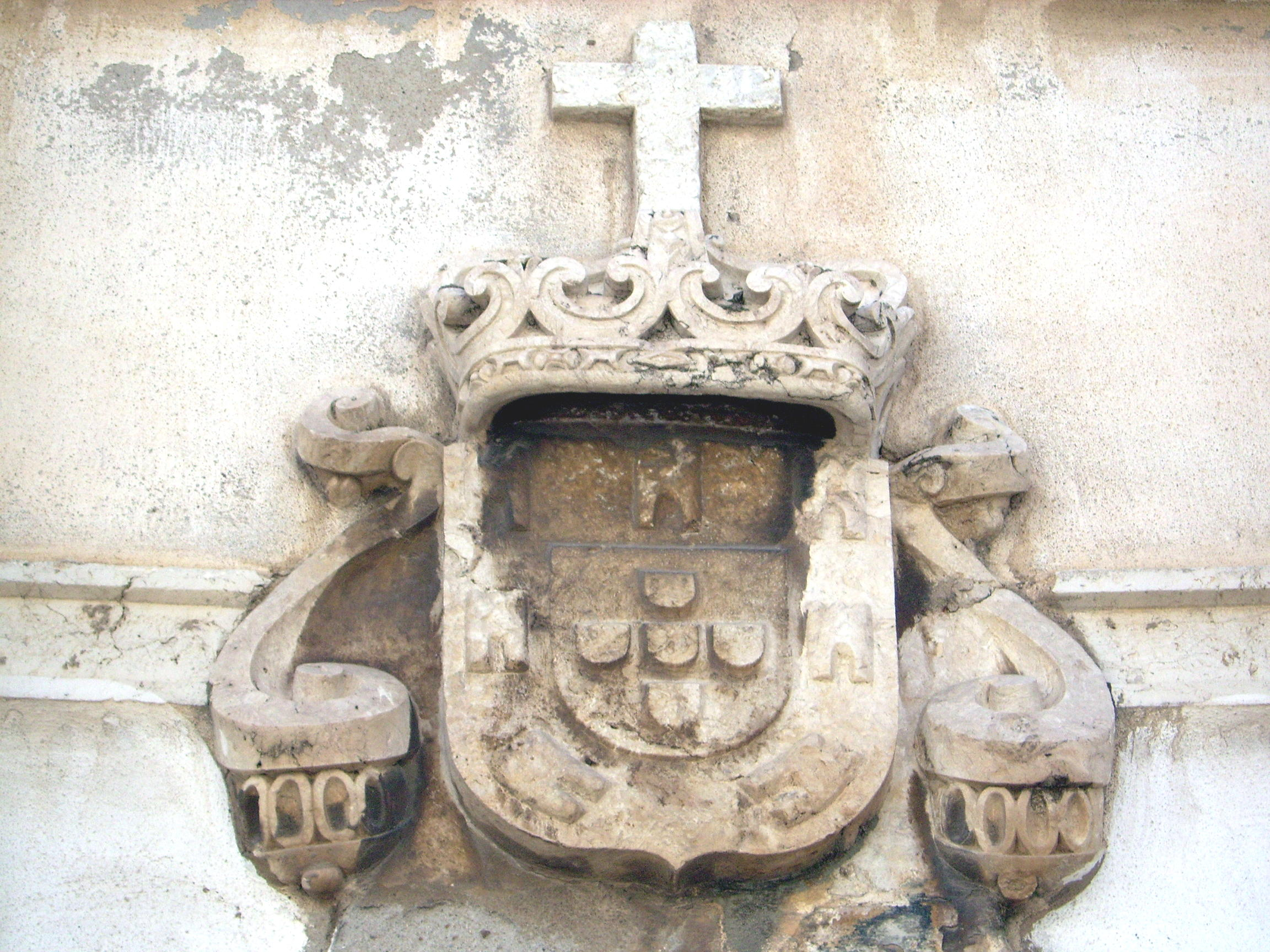
Fortaleza de Santiago de Sesimbra: Brasão real

A estrutura alonga-se em linhas abaluartadas no sentido longitudinal da praia, com uma ampla esplanada para a artilharia. Os pátios interiores abrigam as dependências de serviço: Casa de Comando (residência do Governador das Armas), Quartel da Tropa, paiol, Capela, depósitos, masmorras e cisterna.
O portão é encimado por um escudo real, onde se inscreve a data da fundação do forte: 1648.

## Curiosidades

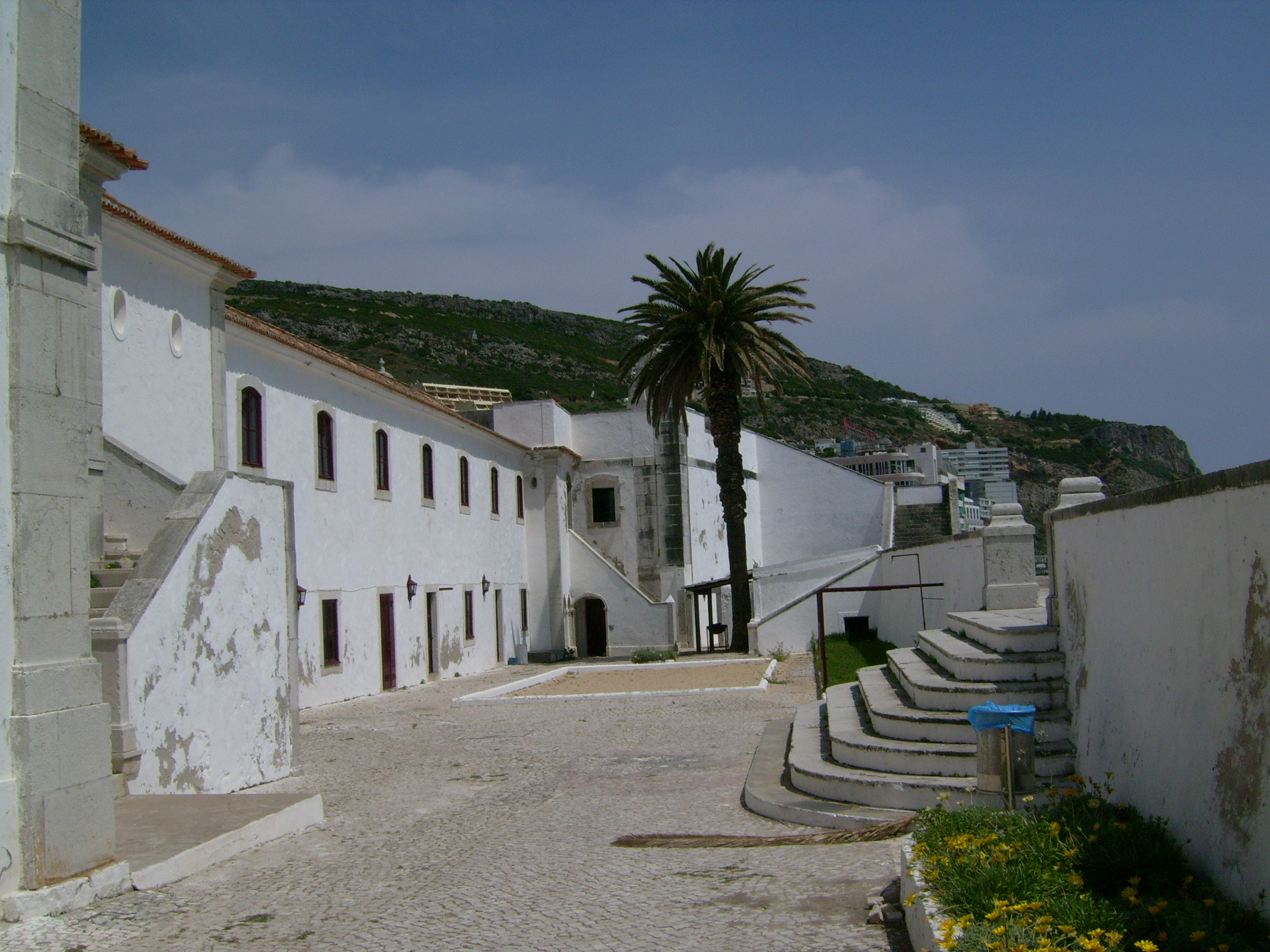
Fortaleza de Santiago de Sesimbra: Vista do interior

No pátio existiu uma pintura sobre madeira, remontando aos meados do século XVII, figurando Santiago, a cavalo empunhando a espada, investindo sobre um grupo de mouros.
Juntamente com o Castelo de S. Filipe e o Castelo de Palmela, está representado no símbolo do Vitória de Setúbal, que inclui um castelo com estas três torres.